# Gubener Vorstadt
Gubener Vorstadt – dzielnica we wschodniej części Frankfurtu nad Odrą, między Buschmühlenweg i Güldendorfer Straße. W 2015 roku liczyła 3710 mieszkańców.
Gubener Vorstadt składa się z osiedli:
- Bahnhofsberg,
- Klengsberg/Gubener Straße,
- Anger/Fischerkietz
- i Oderwiesen/Stadion.

## Demografia
Źródło: 

## Galeria

Mapa dzielnicy
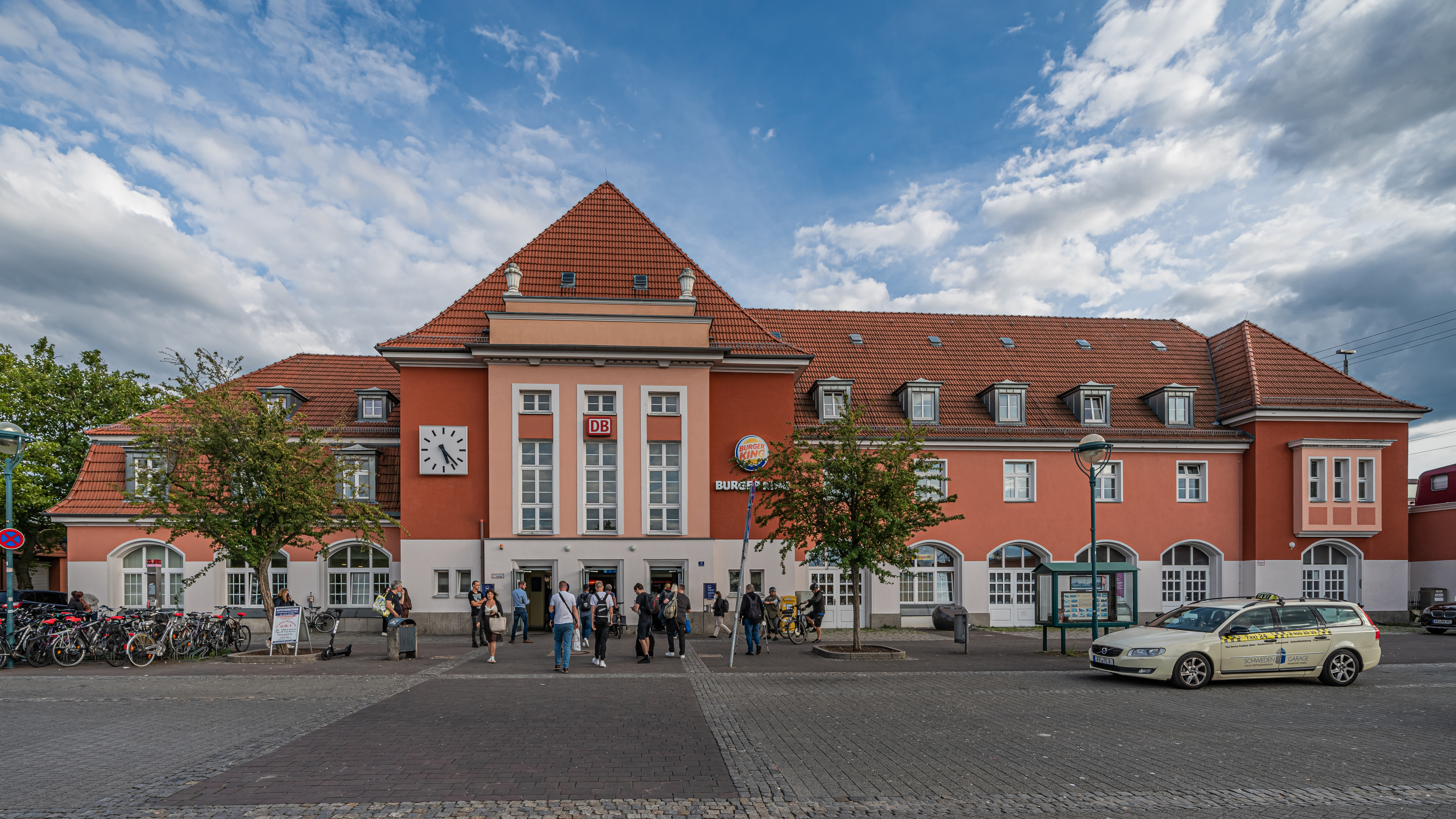
Dworzec kolejowy
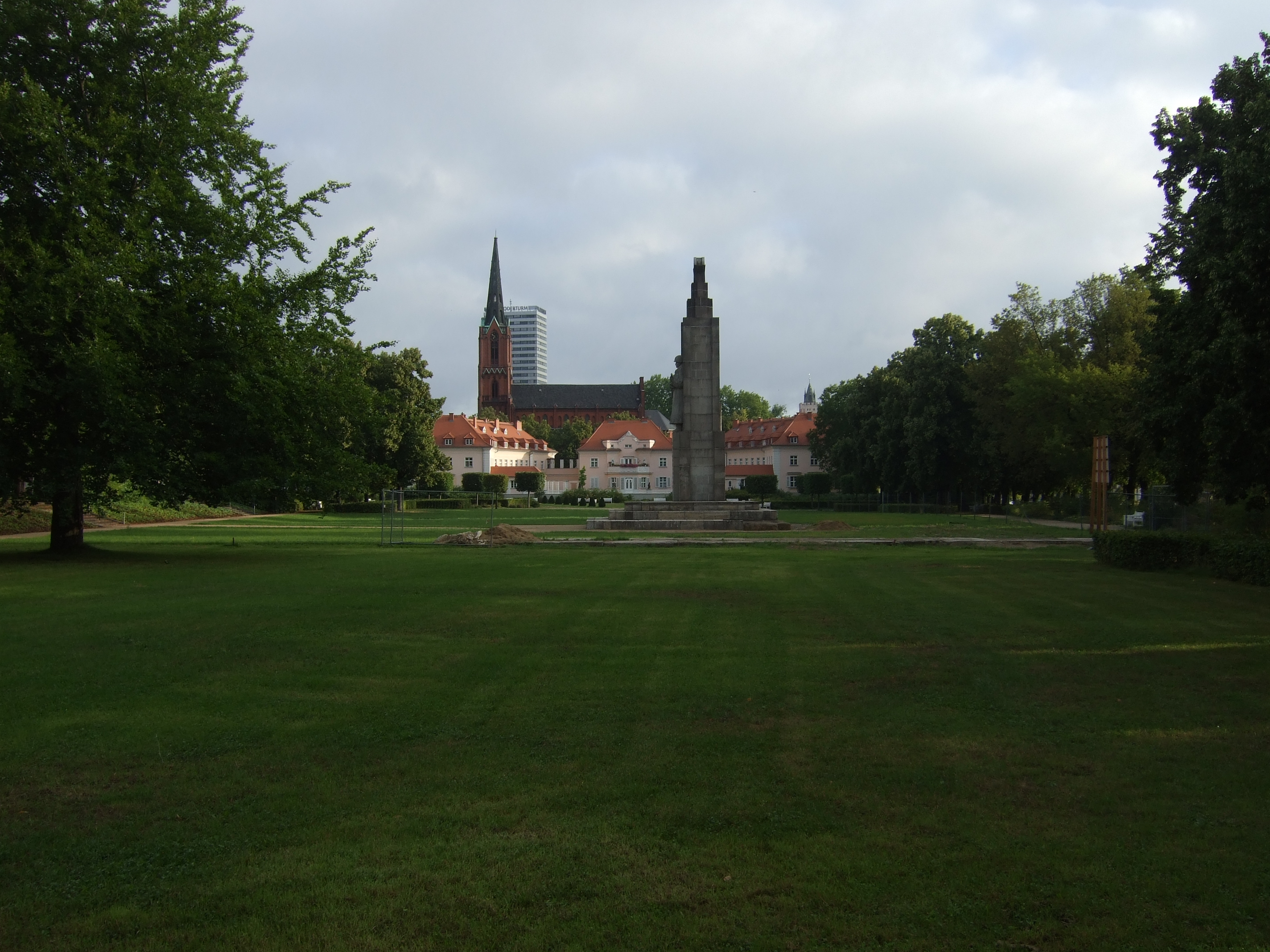
Anger wraz z pomnikiem żołnierzy radzieckich
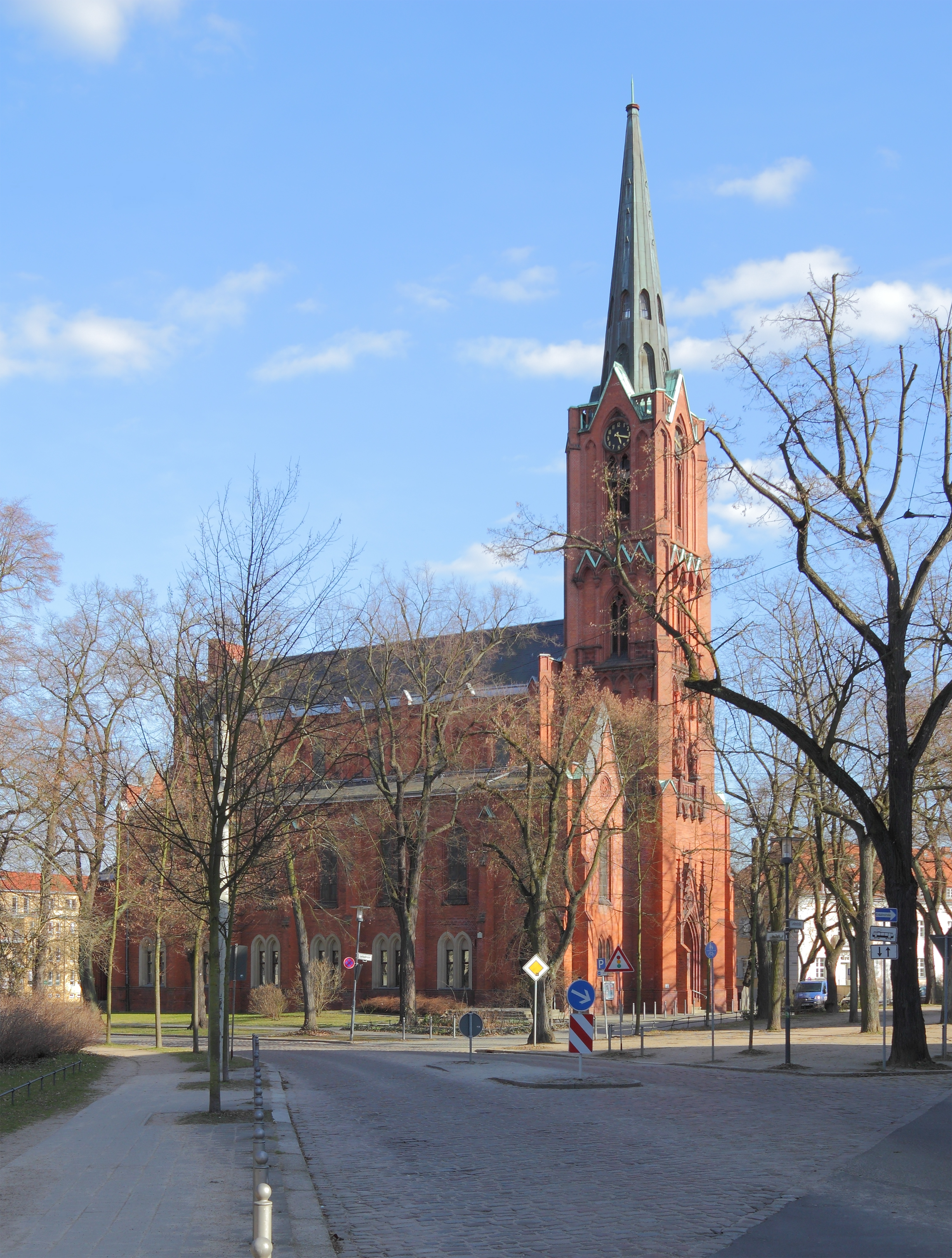
Kościół Świętej Gertrudy
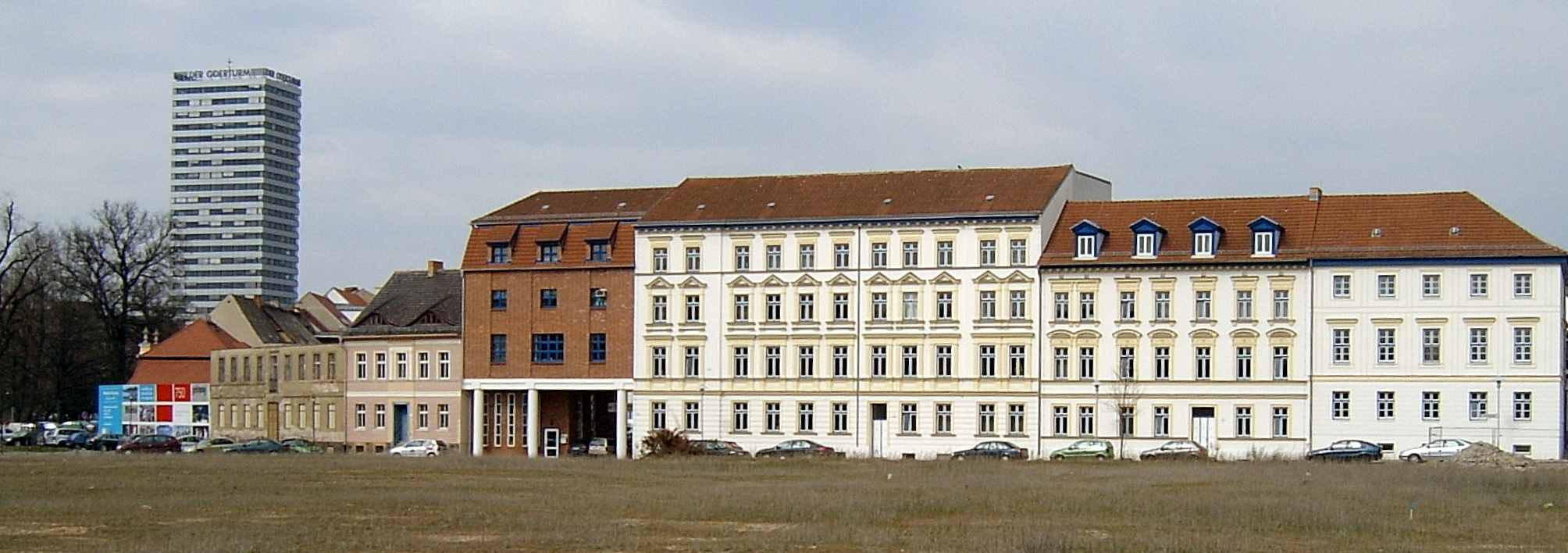
Kamienice
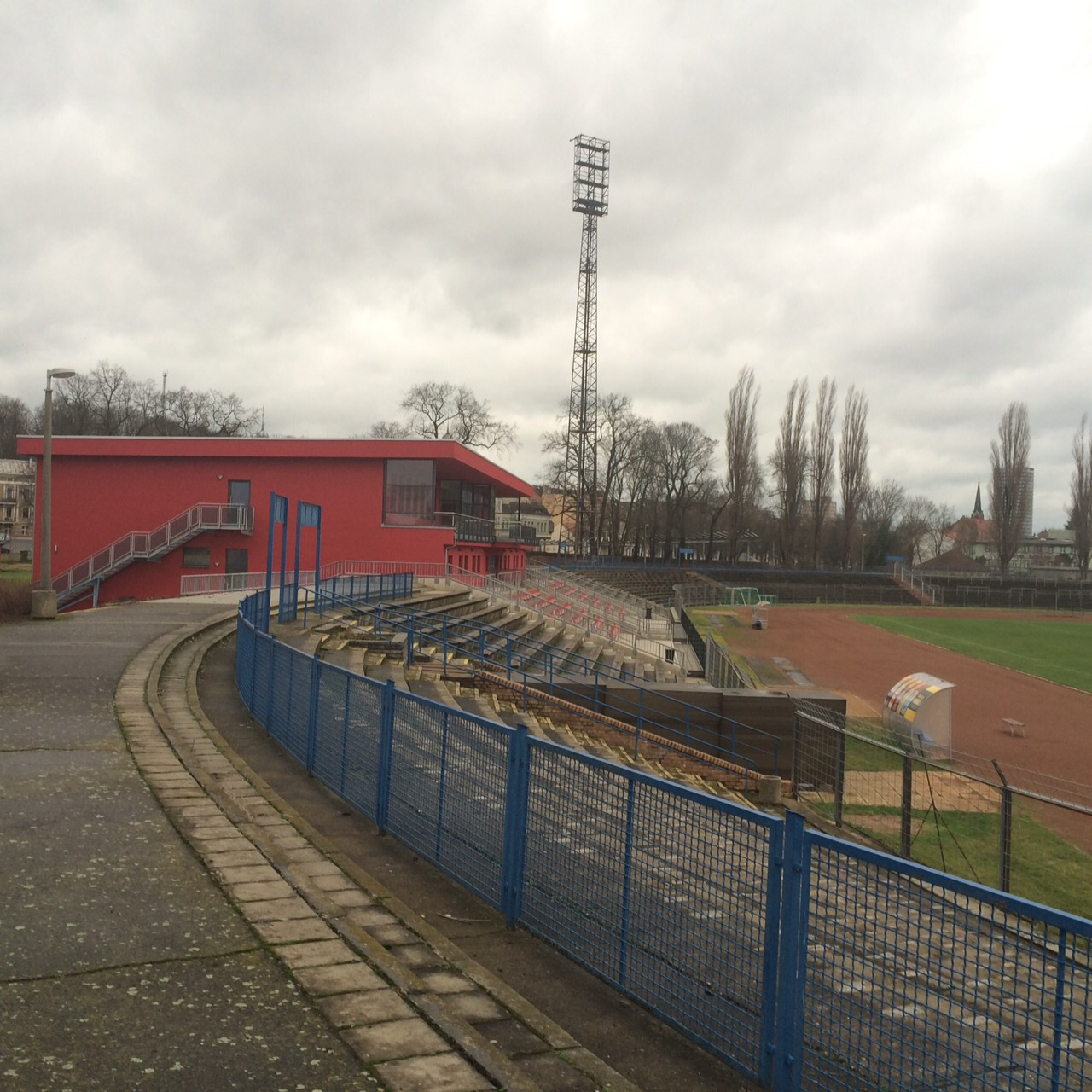
Stadion der Freundschaft (Stadion Przyjaźni)